# Перловска река
Перловската река е река в България, област София, ляв приток на река Искър, една от реките, протичащи през София. Дължината ѝ е 31 km.

## Географска характеристика
Перловската река извира от вилната зона на Драгалевци, пресича Околовръстното шосе, свързва новите квартали, успоредни на булевард „България“, след което пресича Южния парк. Под булевард „България“ в нея се влива Боянската река и двете излизат на открито при бул. „Евлоги и Христо Георгиеви“. Оттук Перловската река става канал. В града течението на реката е изцяло коригирано, на места подземно. Влива се отляво в река Искър на 513 m н.в., на 1,2 km североизточно от Обрадовския манастир.
Разпространени са и други тълкувания на наименованието „Перловска река“. Например на карта, изработена в ГИС София, Перловската река включва като своя начална част Боянската, но не включва реката, протичаща през Южния парк (на картата не е посочено име на въпросната река, но в много други източници тя носи името Дреновичка).

## Хидроложки данни
Площта на водосборния басейн на реката е 257 km², което представлява 3,0% от водосборния басейн на река Искър. Най-голям приток Владайска река (ляв).
Максималният отток е през месеците април-юни, дължащ се на снеготопенето във Витоша, а минималният – август-октомври.
Формално реката е четвъртият по големина (пълноводие) приток на река Искър (след Малки Искър, Лесновска и Искрецка реки), в която се влива, след като е приела водите на реките Боянска, Слатинска и Владайска.

## София
Перловската река е една от няколкото малки и къси реки, които преминават през София. Тя пресича града по протежение на столичния булевард „Евлоги Георгиев“. Известна забележителност на Перловската река е Орлов мост, откъдето започва „Цариградското шосе“. Реката е и северна граница на кв. „Лозенец“. Перловската река пресича и един от големите паркове в София – Южния парк.
В разговорния език на софиянци реката е известна и като „канала“, което намира отражение в производни наименования като Малък градски театър „Зад канала“.

## Галерия
- Перловската река в Южния парк
- Реката преди бул. „България“
- Перловска река при военна академия „Георги Раковски“
- Перловска река през зимата
- Перловска река до булевард „Мадрид“
- Перловска река през есента

## Топографска карта
- Лист от карта K-34-59. Мащаб: 1 : 100 000.
- Лист от карта K-34-47. Мащаб: 1 : 100 000.